# Space Situational Awareness
Der englische Begriff Space Situational Awareness (deutsch wörtlich: Weltraum-Situationsbewusstsein, kurz SSA) bezeichnet das Wissen um den aktuellen Zustand der erdnahen Weltraumumgebung. Hierzu zählen insbesondere Erkenntnisse zum aktuellen Weltraumwetter, zu vorhandenen Objekten in Erdumlaufbahnen und zu erdnahen Asteroiden. Der Begriff wird international nicht einheitlich verwendet. Manche Akteure verstehen darunter nur die Informationsgewinnung zum Schutz ihrer Satelliten vor Weltraummüll, andere beziehen auch Risiken für die Raumfahrt oder für Bodensysteme durch sonstige erdnahe Objekte oder durch Weltraumwetterereignisse mit ein.

## SSA-Systeme und -Programme
Zur Herstellung von Space Situational Awareness werden Weltraumüberwachungssysteme betrieben, die auf Satelliten- und/oder erdgebundenen Beobachtungen basieren. Das bedeutendste dieser Systeme ist das vom US-Militär betriebene Space Surveillance Network, welches Objekte in Erdumlaufbahnen beobachtet. Ein Teil der gewonnenen Daten stellt die U.S. Air Force über ihren Internetdienst „Space-Track“ kostenfrei für jedermann zur Verfügung. Die Bahndaten von militärisch genutzten Satelliten der USA und ihrer Partner bleiben oft unveröffentlicht.
Die Gruppe SSA des Deutschen Zentrums für Luft- und Raumfahrt (DLR) überwacht Vorgänge im Weltraum, die den Betrieb der eigenen Satelliten gefährden könnten. Dazu greift sie auf die Daten des US-amerikanischen Systems zurück. Die japanische Raumfahrtbehörde JAXA kümmert sich ebenfalls um den Schutz von Satelliten und betreibt dazu ein eigenes SSA-System, das mit optischen Teleskopen des Bisei Space Guard Center und Radarsystemen des Kamisaibara Space Guard Center Objekte in Erdumlaufbahnen beobachtet.
Die Europäische Weltraumorganisation (ESA) verfolgte von 2009 bis 2020 mit dem SSA-Programm ein Projekt zur Verbesserung der Space Situational Awareness in Europa. Diese Aktivitäten werden seit 2020 von der ESA-Sparte Space Safety fortgeführt.